# Dr. Kildare: Verhängnisvolle Diagnose
Dr. Kildare: Verhängnisvolle Diagnose (Originaltitel: Dr. Kildare’s Crisis) ist ein US-amerikanisches Filmdrama in schwarz-weiß aus dem Jahr 1940. Regie führte Harold S. Bucquet. Das Drehbuch stammt von Harry Ruskin und Willis Goldbeck. Die Hauptrollen spielten Lew Ayres, Lionel Barrymore, Laraine Day und Robert Young. Dr. Kildare: Verhängnisvolle Diagnose ist der sechste Film der Dr. Kildare-Serie von Metro-Goldwyn-Mayer.

## Handlung
Douglas Lamont kommt an das Blair General Hospital in New York, wo seine Schwester Mary als Krankenschwester arbeitet. Er möchte den Verlobten seiner Schwester, Dr. James Kildare, bitten, ihn mit Robert Chanler bekannt zu machen, dem er einen Vorschlag machen möchte. Dr. Kildare bemerkt schon beim ersten Treffen, dass Douglas unter akustischen Halluzinationen leidet. Als er seinen Mentor Dr. Leonard Gillespie fragt, woran das liegen könnte, schickt dieser ihn nur in die Bibliothek. Seine Recherche dort lässt ihn vermuten, es könne sich um Epilepsie handeln, eine Krankheit, die als Erbkrankheit eingestuft wird. Um seinen Verdacht zu erhärten, versucht er an weitere Informationen über Douglas Lamont zu kommen. Trotz seiner Bedenken, die Dankbarkeit des Vaters seiner früheren Patientin (aus Dr. Kildare: Sein erster Fall) auszunutzen, vermittelt er ein Gespräch zwischen den beiden. Chanler ist von dem Vorschlag überzeugt, doch wird er noch während des Gesprächs von Dr. Kildare angerufen, der ihn bittet, Lamont zu ihm in die Klinik zu schicken, es sei ein Notfall. Chanler folgt der Bitte umgehend.
Douglas Lamont fährt zur Klinik, will sich dort aber nur mit seiner Schwester treffen. Nach dem Gespräch geht er wieder, worauf Mary Lamont zuerst bei Dr. Kildare und dann bei Dr. Gillespie nachfragt, worum es denn gehe. Sie bekommt aber keine Antwort darauf. Die leitende Schwester der Klinik, Molly Byrd, meint dazu nur, die beiden besten Ärzte, die sie kenne, kümmern sich um ihren Bruder, sie solle sich keine Sorgen machen. Nachdem er den ganzen Tag vergeblich auf Douglas Lamont gewartet hat, geht Dr. Kildare zu ihm ins Hotel. Er findet ihn in depressiver Stimmung vor und überredet ihn, einen Test vorzunehmen. Nach ein paar Stunden bringt dieser Test das befürchtete Ergebnis. Dr. Kildare ist sich nun sicher, dass Douglas Lamont Epilepsie hat. Dies teilt er ihm mit und bespricht mit ihm das weitere Vorgehen. Er möchte aber, dass Mary nichts davon erfährt.
Trotzdem spricht Douglas als erstes mit Mary über seine Krankheit. Mary reagiert schockiert darauf, denkt aber sofort daran, dass es sich um eine vererbbare Krankheit handle und sie sie ebenfalls haben könnte. Sie befürchtet, damit Dr. Kildares Karriere zu schaden und beschließt, die Klinik sofort mit ihrem Bruder zu verlassen. Dr. Kildare kann sie aber vorher noch ansprechen. Er sagt zu ihr, dass es sehr unwahrscheinlich sei, dass sie die Krankheit habe. Außerdem könne er ihr als Arzt im Fall der Fälle helfen, und seine Karriere bedeute ihm ohnehin weit weniger als sie. Sie lässt sich aber nicht von ihrem Plan abbringen. Also besteht er darauf, dass sie mit ihm zu Dr. Gillespie gehen und ihn um Hilfe bitten müsse, so viel schulde sie ihm. Dr. Gillespie kann beide Seiten gut verstehen, weiß aber zunächst auch nicht weiter. Dann lässt er Douglas Lamont kommen. Mit etwas Druck bekommt er von ihm die Information, dass er vor etwa einem Jahr einen kleinen Unfall gehabt habe, bei dem er eine scheinbar leichte Kopfverletzung erlitten hat. Dr. Gillespie und Dr. Kildare können die Symptome auf diese Verletzung zurückführen und ihn mit einer relativ einfachen Operation heilen. Dr. Kildare fragt sich, warum er Douglas Lamont so einfach geglaubt hat in den letzten Jahren nie etwas gehabt zu haben. Dr. Gillespie antwortet ihm darauf, dies sei der Grund, warum ein Arzt keine Verwandten behandeln soll.

## Hintergrund
Max Brands Roman Dr. Kildare’s Crisis, auf dem der Film beruht, wurde ab dem 21. Dezember 1940 in der Zeitschrift Argosy veröffentlicht. Der Arbeitstitel des Films war Should Dr. Kildare Tell?

### Besetzung und Technischer Stab
Der Auftritt eines etablierten Filmschauspielers wie Robert Young in einem Serienfilm war damals ungewöhnlich. Er wird im Filmvorspann als Gaststar angekündigt. Mit Ann Morris wurde eine weitere „Hauptrolle“ angekündigt. Sie sollte eine Krankenschwester spielen, die ein Zimmer mit Mary Lamont teilt. Sie erscheint jedoch nicht im Vorspann und hat nur eine kleine Rolle.
Für das Szenenbild in Dr. Kildare: Verhängnisvolle Diagnose waren Cedric Gibbons sowie Edwin B. Willis verantwortlich.

### Dreharbeiten
Die Produktion von Dr. Kildare: Verhängnisvolle Diagnose lief vom 5. September bis zum 2. Oktober 1940. Gedreht wurde in den Studios von MGM.

### Synchronisation
Die Synchronisation von Dr. Kildare: Verhängnisvolle Diagnose wurde 1991 von der Interopa Film GmbH in Berlin durchgeführt. Die Dialogregie lag bei Hagen Mueller-Stahl, das Dialogbuch bei Katrin Blass.
| Rolle                 | Schauspieler     | Synchronsprecher      |
| --------------------- | ---------------- | --------------------- |
| Dr. James Kildare     | Lew Ayres        | Udo Schenk            |
| Dr. Leonard Gillespie | Lionel Barrymore | Hans W. Hamacher      |
| Mary Lamont           | Laraine Day      | Ulrike Möckel         |
| Douglas Lamont        | Robert Young     | Norbert Gescher       |
| Molly Byrd            | Alma Kruger      | Christine Gerlach     |
| Tommy                 | Bobs Watson      | Niklas Zintl          |
| Mike Ryan             | Frank Orth       | Friedrich G. Beckhaus |

### Erstaufführung
Dr. Kildare: Verhängnisvolle Diagnose wurde am 29. November 1940 uraufgeführt und von Metro-Goldwyn-Mayer vertrieben. Die deutsche Erstaufführung war am 12. August 1991 im Fernsehprogramm der ARD.

## Rezeption

### Kritiken

#### Zeitgenössische Kritiken
Die zeitgenössischen Kritiker waren bei der Beurteilung von Dr. Kildare: Verhängnisvolle Diagnose uneins. Der Kritiker von Harrison’s Reports fand den Film so gut wie die anderen der Serie, nur interessanter und spannender. Auch der Humor und die romantische Geschichte gefielen ihm. Zudem prognostizierte er der Serie noch eine lange Laufzeit, wenn die Filme so bleiben würden. Der Kritiker der Variety fand, der Film passe zur bisherigen Serie. Weniger zufrieden war er allerdings mit dem Thema „Epilepsie“, über das zu viel diskutiert werde und eher für Erwachsene geeignet sei. Außerdem sei es ein unangenehmes Thema. Bosley Crowther fand die Geschichte sehr dünn, aber amüsant. Zwar seien schon die vorherigen Filme der Serie nicht unbedingt bekannt für ihre medizinische Genauigkeit gewesen, dieses Mal sei der medizinische Teil aber besonders weit hergeholt. Die Motion Picture Reviews fanden den Film trotz der guten Besetzung nicht besonders gut. Er sei zu episodisch und ohne Spannungsaufbau. Die medizinische Aussage könne gar schädlich sein.
Die Leistungen der Schauspieler werden, wenn überhaupt, nur am Rande erwähnt. Sie seien so gut wie in den anderen Filmen der Serie auch. Nur Crowther hebt Lionel Barrymore und Nat Pendleton hervor; auch Lew Ayres und Laraine Day seien in Ordnung. Die Variety beurteilt Robert Youngs Leistung als sehr gut.

#### Moderne Kritiken
Leonard Maltin gab in seiner Kurzkritik 2,5 von 4 Punkten. Bruce Eder fand den Film gut genug, um ihn sich einmal oder auch zweimal anzusehen, auch wegen der Komik, die allerdings oft vorhersehbar sei. Paul Mavis dagegen findet den Film zu schnell produziert. Das Thema Epilepsie findet er interessant. Er wirft Louis B. Mayer jedoch vor, nichts Hässliches zeigen zu wollen. Die Auswirkungen der Epilepsie würden nicht gezeigt, das Publikum dürfe nicht einmal die Stimmen in Douglas’ Kopf hören, von irgendeiner expressionistischen Darstellung der Krankheit ganz zu schweigen. Auch die Operation am Ende werde nicht gezeigt und ließe auch Komplikationen vermissen.
Lesley L. Coffin hob hervor, dass der Film für das Hollywood dieser Zeit eher seltene Themen wie Ausbildungsförderung oder das Problem von Epilepsie und Erbkrankheiten behandelt. Die Beschreibung der Epilepsie wird aber unterschiedlich beurteilt, einerseits als hysterisch und ungenau, andererseits als anspruchsvoll, wenn auch durch die damaligen Vorurteile beeinflusst.

### Darstellung der Epilepsie
In seinem Aufsatz Krankheit und Medizin in der Geschichte des Films – Dargestellt am Beispiel der Epilepsie schreibt Giovanni Maio von drei etablierten Mythen über die Epilepsie, die sich in Kultur und Film noch lange hielten, nachdem die Wissenschaft sie schon abgelehnt hatte. Dies seien die Vorstellungen, dass die Epilepsie vererbbar sei, sie kriminelles Verhalten verursachen oder zu Demenz führen könne. Als Beispiel für letzteres nennt er Dr. Kildare: Verhängnisvolle Diagnose. Dieser Film zeige, dass die Mythen keine Erfindung der Filmindustrie seien, die sich das gar nicht habe leisten können. Die Darstellung stelle „eine Rezeption der in der Zeit geltenden Lehrmeinung“ dar, weil dem Regisseur ein Wissenschaftler zur Verfügung stand, der sich um die wissenschaftliche Genauigkeit der medizinischen Aussagen kümmern sollte.
Die Medical Society of New York beschwerte sich 1941 in einem Brief an die Production Code Administration (PCA), die damalige Zensurstelle der US-Filmwirtschaft, über die Darstellung der Epilepsie im Film. Es stimme nicht, dass Epilepsie vererbbar sei, geheilt werden könne oder zum Wahnsinn führe.